# Ernestinia eximia
Ernestinia eximia är en loppart som beskrevs av Smit 1953. Ernestinia eximia ingår i släktet Ernestinia och familjen Stivaliidae. Inga underarter finns listade i Catalogue of Life.